# Concordato con la Prussia

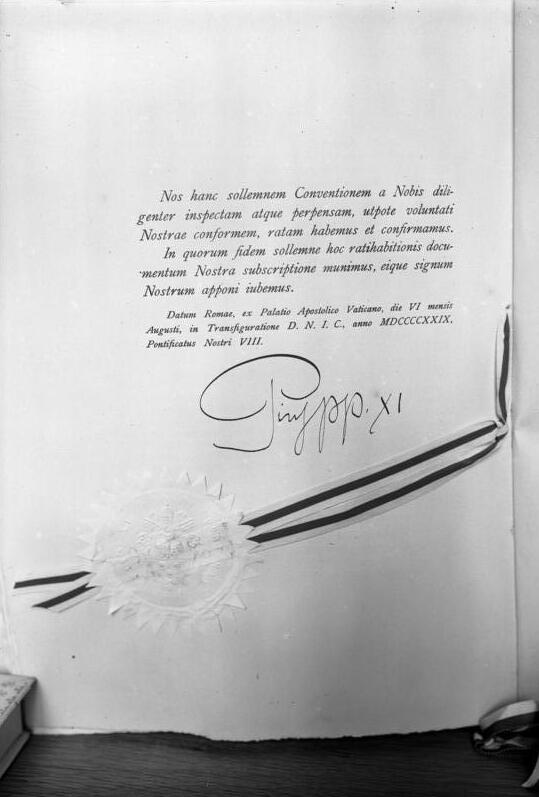
Il testo del concordato del 1929 tra Santa Sede e Stato Libero di Prussia con la firma di papa Pio XI.

Mappa dello Stato Libero di Prussia al tempo della Repubblica di Weimar.

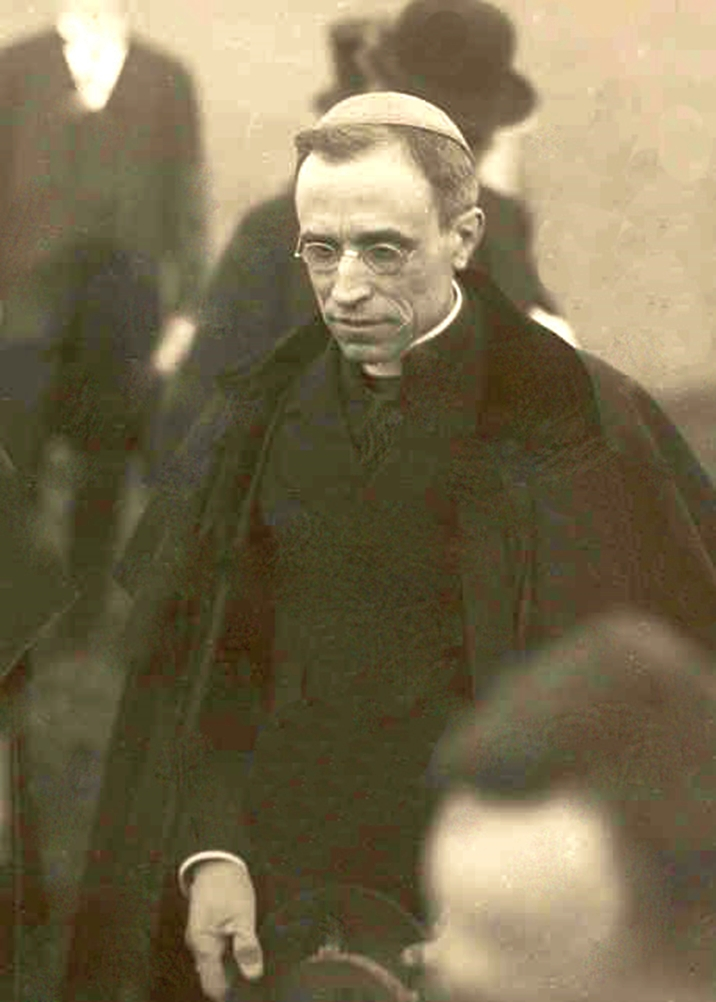
Eugenio Pacelli, futuro Pio XII, ai tempi della nunziatura apostolica di Berlino.

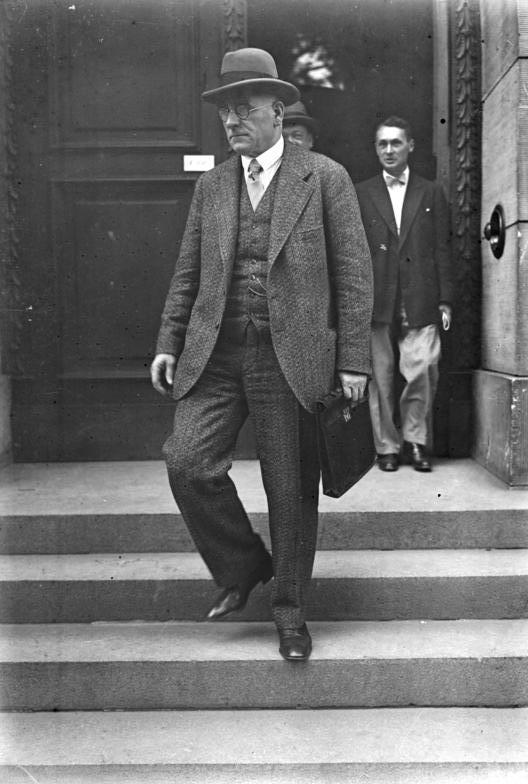
Otto Braun, Primo Ministro della Prussia (Preußischer Ministerpräsident) quasi ininterrottamente dal 1920 al 1932.

Il Concordato con la Prussia venne stipulato tra la Santa Sede e lo Stato Libero di Prussia il 14 giugno 1929 ed entrò in vigore il 13 agosto successivo, a seguito dello scambio degli strumenti di ratifica tra le parti contraenti.
L'accordo venne siglato a Berlino alla presenza dei rispettivi plenipotenziari: per la Santa Sede, Eugenio Pacelli, arcivescovo titolare di Sardi e nunzio apostolico in Germania; per lo Stato prussiano, Otto Braun, Primo Ministro prussiano, Carl Heinrich Becker, Ministro per la Scienza, l'Arte e l'Istruzione Pubblica, e Hermann Höpker-Aschofp, Ministro delle Finanze.
Il testo ufficiale venne pubblicato, in italiano e in tedesco, sugli Acta Apostolicae Sedis nel fascicolo di agosto 1929.
In base al concordato, papa Pio XI pubblicò il 13 agosto 1930 la bolla Pastoralis officii che diede attuazione formale e canonica alle disposizioni concordatarie relative all'organizzazione ecclesiastica nello Stato prussiano.

## Contenuto
Il concordato è costituito da 14 articoli, suddivisi in diversi commi, ed è seguito da un "protocollo finale" (schlussprotokoll), che forma parte integrante con il concordato.
Articolo 1
Il primo articolo stabilisce che, nello Stato prussiano, i fedeli cattolici hanno la libertà di professare e di esercitare la propria religione e che il Governo dovrà garantire legalmente questa libertà.
Articolo 2
Il secondo articolo, suddiviso in 10 commi, definisce l'organizzazione territoriale delle diocesi cattoliche prussiane.
- Vengono mantenute le diocesi esistenti in Prussia[3], ossia le sedi di Colonia, Limburgo, Münster, Osnabrück, Treviri, Breslavia, Varmia, Paderborn, Hildesheim e Fulda.[4]
- Sono istituite tre nuove circoscrizioni ecclesiastiche: la diocesi di Aquisgrana[5], con territorio scorporato da quello dell'arcidiocesi di Colonia; la diocesi di Berlino[6], costituita dalla "Delegazione di Berlino", territorio che fino a quel momento dipendeva dai vescovi di Breslavia; e la prelatura territoriale di Schneidemühl[6], eretta sui territori dell'arcidiocesi di Gniezno e Poznań e della diocesi di Chełmno, che dopo la variazione dei confini seguente alla prima guerra mondiale erano rimasti in Prussia.
- Il concordato stabilisce la formazione di tre province ecclesiastiche sul suolo prussiano, di cui due di nuova istituzione: l'arcidiocesi di Colonia, con le diocesi suffraganee di Aquisgrana[5], Osnabrück[7], Limburgo[8], Münster e Treviri[9]; la nuova arcidiocesi di Breslavia, con le sedi suffraganee di Berlino, Varmia e Schneidemühl[6]; la nuova arcidiocesi di Paderborn, con le diocesi suffraganee di Hildesheim e Fulda[10].
- Vengono stabilite inoltre alcune sostanziali modifiche territoriali: la diocesi di Osnabrück incorpora i territori che già erano in precedenza amministrati dai vescovi di Osnabrück[7], ossia il vicariato apostolico della Germania settentrionale e la prefettura apostolica dello Schleswig-Holstein, che vengono contestualmente soppresse; l'arcidiocesi di Paderborn cede porzioni di territorio alla diocesi di Fulda[10], che a sua volta perde territori a favore delle sedi di Hildesheim e di Limburgo[8]; la porzione di territorio della diocesi polacca di Chełmno rimasta nella Prussia orientale viene annessa alla diocesi di Varmia[6].
- I commi 7 e 8 stabiliscono la composizione dei capitoli delle cattedrali di Aquisgrana, Berlino, Breslavia, Hildesheim, Fulda, Colonia e Münster.
- Il comma 9 stabilisce che l'erezione di una nuova diocesi o di una nuova provincia ecclesiastica «rimangono riservati ad un futuro accordo supplementare».
- Il comma 10 decide che in avvenire le sedi di Colonia, Breslavia, Paderborn, Treviri, Münster e Aquisgrana avranno un vescovo ausiliare nominato dalla Santa Sede.

Articolo 3
Il terzo articolo stabilisce che «gli uffici ecclesiastici potranno essere liberamente eretti o mutati, qualora non siano richiesti pagamenti dai fondi dello Stato».
Articoli 4-5
Il quarto e il quinto articolo definiscono alcune disposizioni in materia economica e finanziaria, tra cui: la dotazione delle diocesi, che  ammonta a 2.800.000 marchi annui; le abitazioni legate agli uffici ecclesiastici e gli edifici che servono a scopi diocesani, che sono lasciati alla Chiesa; le proprietà e i diritti patrimoniali delle istituzioni ecclesiastiche, che vengono garantiti dalla costituzione del Reich germanico.
Articolo 6
Il sesto articolo definisce le modalità di elezione dei vescovi nelle diocesi prussiane: quando una sede si rende vacante, il capitolo dei canonici, gli arcivescovi e i vescovi prussiani presentano alla Santa Sede liste di candidati ritenuti idonei; a partire da queste liste, la Santa Sede sceglie tre nomi da presentare al capitolo dei canonici della sede vacante; il capitolo dei canonici, con votazione libera e segreta, elegge uno dei tre nomi quale nuovo arcivescovo o vescovo; la Santa Sede procederà infine alla nomina canonica dell'eletto, previa consultazione col Governo prussiano affinché non vi siano preclusioni di carattere politico. Alla consultazione iniziale e all'elezione partecipano anche i canonici onorari.
Articoli 7 e 8
Questi due articoli definiscono alcune modalità nelle nomine degli uffici inferiori, ossia il prelato di Schneidemühl, i coadiutori con diritto di successione, le dignità dei capitoli delle cattedrali, i canonicati, i vicari delle cattedrali. Sono di nomina della Santa Sede i prelati, i coadiutori e le dignità capitolari; gli altri uffici sono di nomina vescovile.
Articolo 9
Il nono articolo definisce le condizioni per l'accesso agli uffici più importanti della diocesi, e precisamente le cariche di arcivescovo, vescovo, prelato, ausiliare, coadiutore, membro del capitolo della cattedrale, vicario della cattedrale, direttore o insegnante nelle scuole diocesane:
- deve avere la cittadinanza tedesca;
- deve essere in possesso di un attestato di studio che lo abiliti ad accedere alle Università tedesche;
- deve aver compiuto, per almeno tre anni, studi di filosofia e teologia in una scuola statale (Hochschule), o in un seminario vescovile in conformità all'articolo 12, o in una pontificia università romana.

Il comma 2 introduce delle eccezioni alle tre disposizioni precedenti, mentre il comma 3 stabilisce che la nomina di un membro del capitolo cattedrale e quella del direttore o di insegnante di un seminario deve essere preventivamente comunicata al Governo.
Articolo 10
Il decimo articolo definisce alcuni criteri per la nomina dei parroci, in relazione all'articolo precedente.
Articolo 11
L'undicesimo articolo dichiara che «la presentazione in base ad un cosiddetto patronato fiscale avrà luogo da parte dello Stato soltanto dopo preso contatto col Vescovo diocesano o col Prelato nullius a norma di una Istruzione da concertarsi separatamente».
Articolo 12
Il dodicesimo articolo riguarda le scuole cattoliche in Prussia e in particolare: il riconoscimento delle facoltà teologiche cattoliche nelle università di Breslavia, Bonn e Münster e nell'accademia di Braunsberg; l'autorizzazione per l'arcivescovo di Paderborn e i vescovi di Treviri, Fulda, Limburgo, Hildesheim e Osnabrück ad avere nella propria diocesi un seminario per la formazione dei preti.
Articoli 13 e 14
Gli ultimi due articoli del concordato definiscono le questioni accessorie.

## Validità
Il concordato con la Prussia non è mai stato formalmente abrogato e successive convenzioni tra la Santa Sede e alcuni lander tedeschi ne riconoscono ancora la validità negli odierni territori tedeschi dell'antico Stato prussiano.
- La convenzione tra la Santa Sede e il land della Renania Settentrionale-Vestfalia del 19 dicembre 1956, stipulata per l'erezione della diocesi di Essen, riconosce formalmente che la suddetta convenzione rappresenta un accordo supplementare del concordato prussiano, come stabilito dal comma 9 dell'articolo 2, e che lo Stato prussiano è il predecessore giuridico del land Renania Settentrionale-Vestfalia.[17]
- Il concordato tra la Santa Sede e il land della Bassa Sassonia del 26 febbraio 1965, «con cui viene sviluppata e regolata in modo stabile la situazione giuridica della Chiesa Cattolica nel Niedersachsen», riconosce che i «Concordati tra la Santa Sede e la Prussia del 14 giugno 1929 e tra la Santa Sede ed il Reich Germanico del 20 luglio 1933 sono ulteriormente in vigore».[18]
- L'accordo tra la Santa Sede e i lander della Sassonia-Anhalt, del Brandeburgo e della Sassonia del 13 aprile 1994, stipulato per l'erezione della diocesi di Magdeburgo, nei preamboli richiama esplicitamente il concordato del 1929, così come in alcuni suoi articoli, tra cui, per esempio, l'articolo 3 sulla nomina dei vescovi che «viene fatta in conformità all'articolo 6 della Solenne Convenzione fra la Santa Sede e la Prussia del 14 giugno 1929».[19]
- Le medesime disposizioni sono ripetute nelle convenzioni con i lander del Brandeburgo e della Sassonia del 4 maggio 1994 per l'erezione della diocesi di Görlitz[20],  e con il land della Turingia del 14 giugno 1994 per l'erezione della diocesi di Erfurt.[21]
- Infine, nell'accordo tra la Santa Sede e la Città libera e anseatica di Amburgo e i lander Meclemburgo-Pomerania Anteriore e Schleswig-Holstein del 22 settembre 1994 per l'erezione dell'arcidiocesi di Amburgo e della sua provincia ecclesiastica, le parti contraenti riconoscono «che continua ad essere in vigore la Solenne Convenzione fra la Santa Sede e la Prussia del 14 giugno 1929».[22]